# Coenosia trichocnema
Coenosia trichocnema är en tvåvingeart som beskrevs av Stein 1913. Coenosia trichocnema ingår i släktet Coenosia och familjen husflugor.
Artens utbredningsområde är Madagaskar. Inga underarter finns listade i Catalogue of Life.